# Lumière! Comença l'aventura
Lumière! Comença l'aventura (títol original en francès, Lumière ! L'aventure commence) és una pel·lícula documental francesa dirigida per Thierry Frémaux i estrenada el 2016. La pel·lícula, un muntatge de 108 pel·lícules filmades per Auguste i Louis Lumière, va ser la producció francesa més rendible de l'any 2017. S'ha doblat i subtitulat al català.

## Descripció
Reagrupats per temes (l'origen, la família, París, 1900, món) amb comentaris en veu en off de Thierry Frémaux, que constitueixen un testimoniatge emotiu del començament del segle XX i la tècnica cinematogràfica adquirida per Louis Lumière (el seu germà Auguste interpretant el paper de l'actor).
Martin Scorsese va participar en l'última seqüència, que va ser la reconstitució de la primera pel·lícula dels germans Lumière, La sortida dels obrers de la fàbrica.

## Repartiment
- Thierry Frémaux: narrador
- Auguste i Louis Lumière: ells mateixos
- Martin Scorsese: ell mateix.

Actors principals
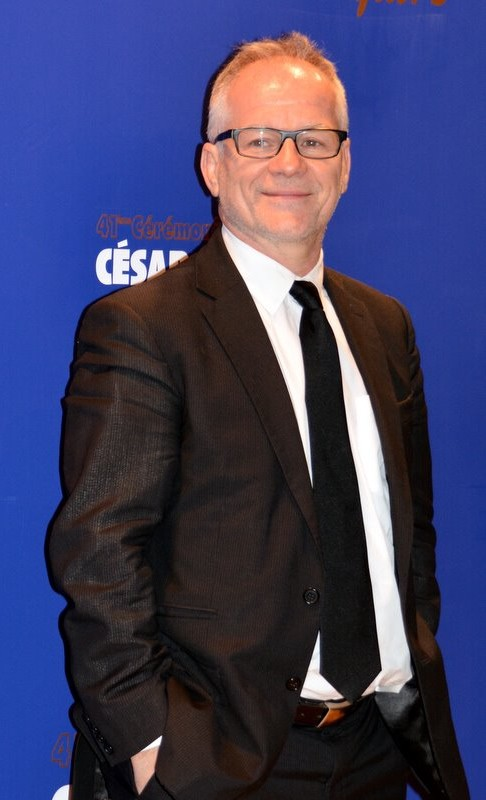
Thierry Frémaux
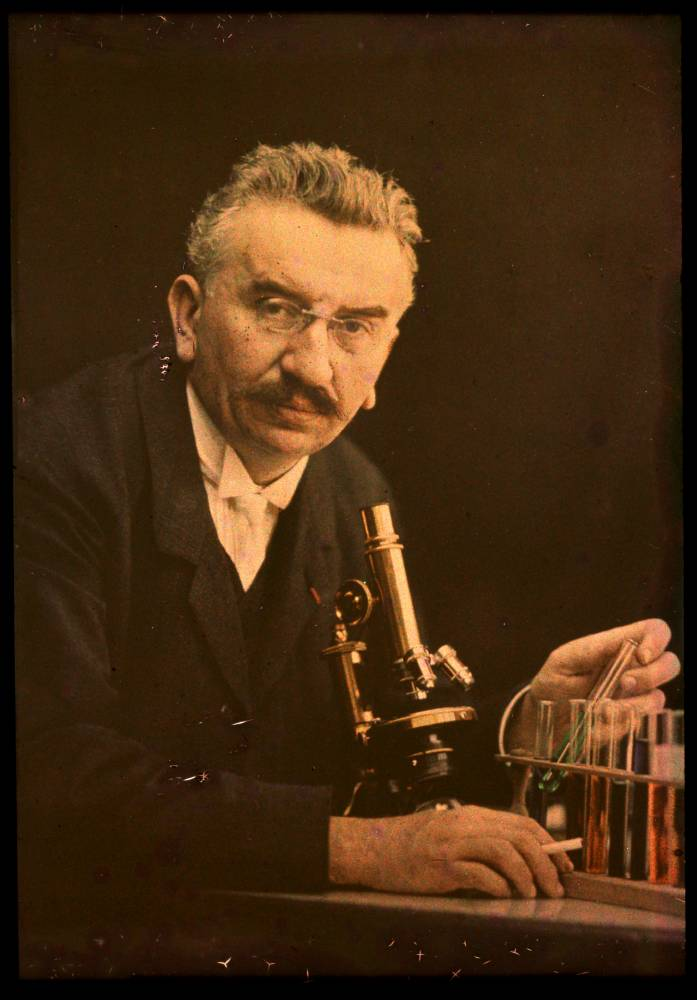
Louis Lumière
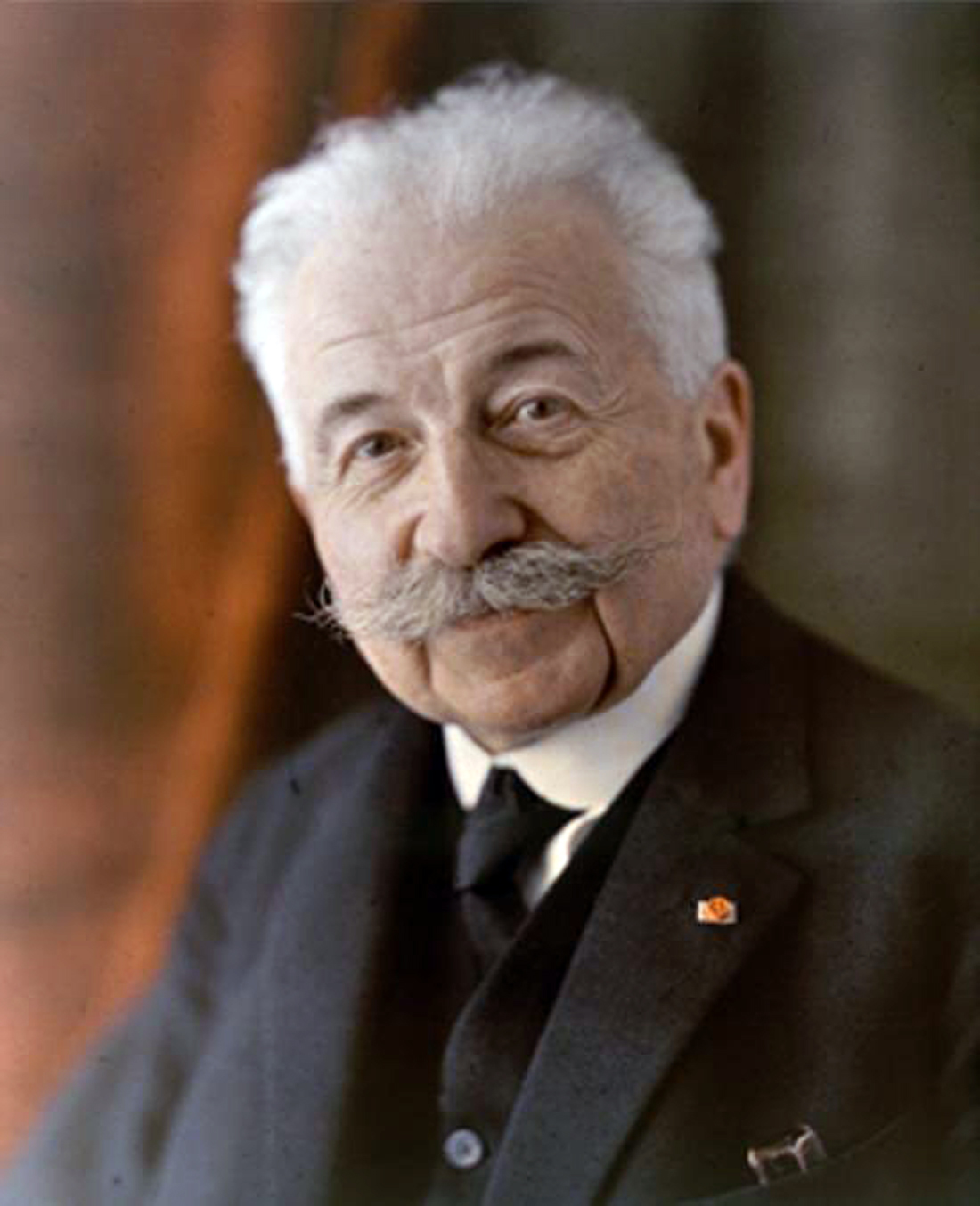
Auguste Lumière
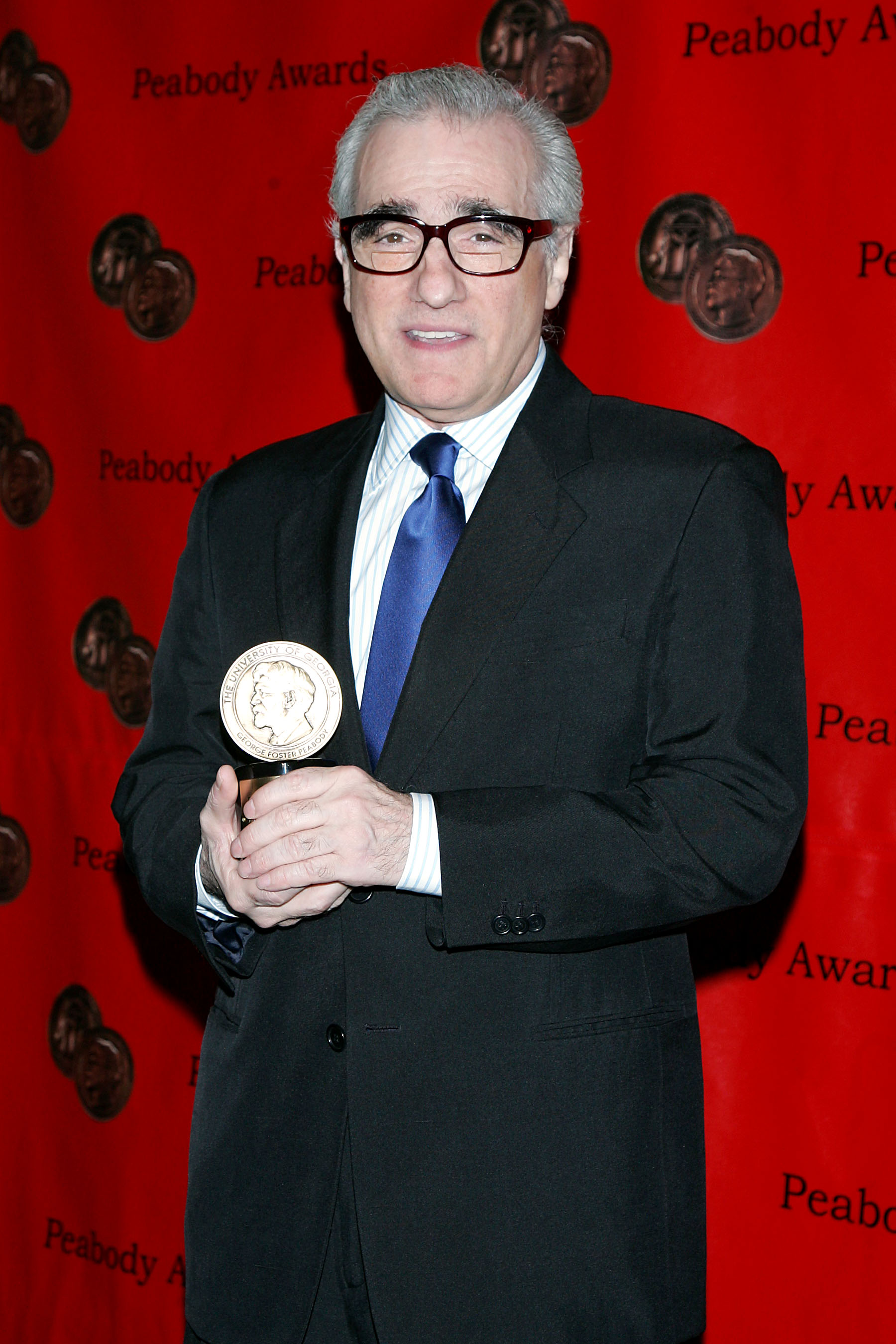
Martin Scorsese

## Recepció i crítiques
Les versions preliminars es van projectar directament amb comentaris de Thierry Frémaux el 17 de maig de 2015 al 68è Festival Internacional de Cinema de Canes, el 29 de setembre de 2015 a l'Auditori de Lió i l'11 de setembre de 2016 al Festival Internacional de Cinema de Toronto.
La pel·lícula va tenir una crítica molt positiva. La pel·lícula conté la nota mitjana de 4,7 estrelles sobre 5, basada en algunes noves ressenyes de premsa francesa a Allociné.
Pel que fa a la recaptació, el documental va vendre 125.000 entrades, però el poc pressupost de 15.000 euros (les pel·lícules presents també foren restaurades) li ha permès ser una pel·lícula força rendible, d'un total de 2.778%. És així, com assenyala la revista Première, la pel·lícula francesa més profitosa de l'any 2017.

## Nominacions i premis
62a edició dels Premis Sant Jordi de Cinematografia
| Categoria                    | Persona         | Resultat  |
| ---------------------------- | --------------- | --------- |
| Millor pel·lícula estrangera | Thierry Frémaux | Guanyador |

Medalles del Cercle d'Escriptors Cinematogràfics
| Categoria                    | Persona         | Resultat |
| ---------------------------- | --------------- | -------- |
| Millor pel·lícula estrangera | Thierry Frémaux | Nominat  |

Premis Días de Cine
| Categoria      | Persona         | Resultat  |
| -------------- | --------------- | --------- |
| Premi Especial | Thierry Frémaux | Guanyador |

Premis Lumières
| Categoria         | Persona         | Resultat |
| ----------------- | --------------- | -------- |
| Millor documental | Thierry Frémaux | Nominat  |